# Echinopogoninae
Echinopogoninae Soreng, 2017 è una sottotribù di piante angiosperme monocotiledoni appartenente alla famiglia delle Poacee (o Gramineae, nom. cons.), sottofamiglia Pooideae, tribù Poeae.

## Etimologia
Il nome della sottotribù deriva dal suo genere tipo Echinopogon P. Beauv., 1812 la cui etimologia è formata da due parole greche: "echinos" (= riccio) e "pogon" (= barba) e fa riferimento all'infiorescenza con setole simili agli aculei di un riccio.
Il nome scientifico della sottotribù è stato definito dal botanico contemporaneo Robert John Soreng (1952-) nella pubblicazione "Journal of Systematics and Evolution" (J. Syst. Evol. 55[4]: 262 [2017].) del 2017.

## Descrizione

### Portamento
Il portamento delle specie di questo gruppo in genere è cespuglioso, rizomatoso o stolonifero (Relchela) con forme biologiche tipo emicriptofita cespitosa (H caesp) e cicli biologici annuali o perenni. I culmi sono cavi a sezione più o meno rotonda. In Ancistragrostis l'altezza delle piante è minore di 10 cm. In queste piante non sono presenti i micropeli.

### Foglie
Le foglie lungo il culmo sono disposte in modo alterno, sono distiche e si originano dai vari nodi. Sono composte da una guaina, una ligula e una lamina. Le venature sono parallelinervie. Non sono presenti i pseudopiccioli e, nell'epidermide delle foglia, le papille.
- Guaina: la guaina è abbracciante il fusto e in genere è priva di auricole.
- Ligula: la ligula è membranosa e a volte è cigliata.
- Lamina: la lamina ha delle forme generalmente lineari, piatte a volte filiformi.

### Infiorescenza

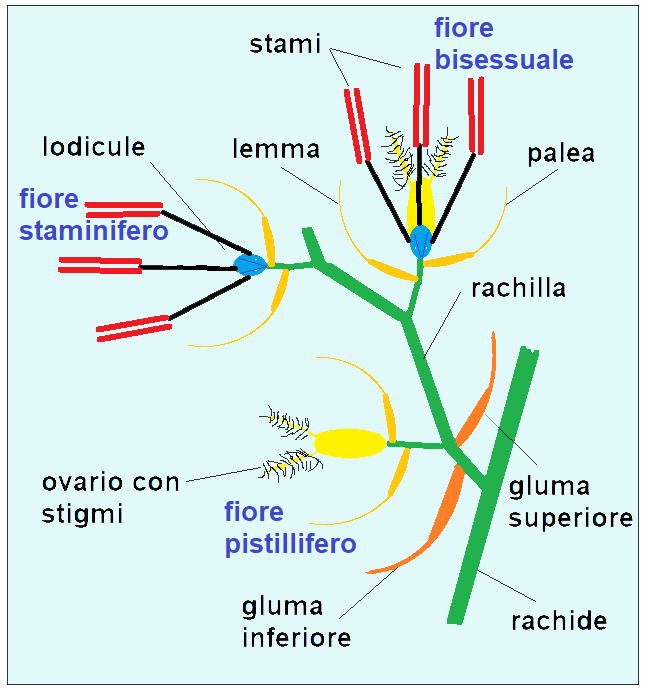
Spighetta generica con tre fiori diversi

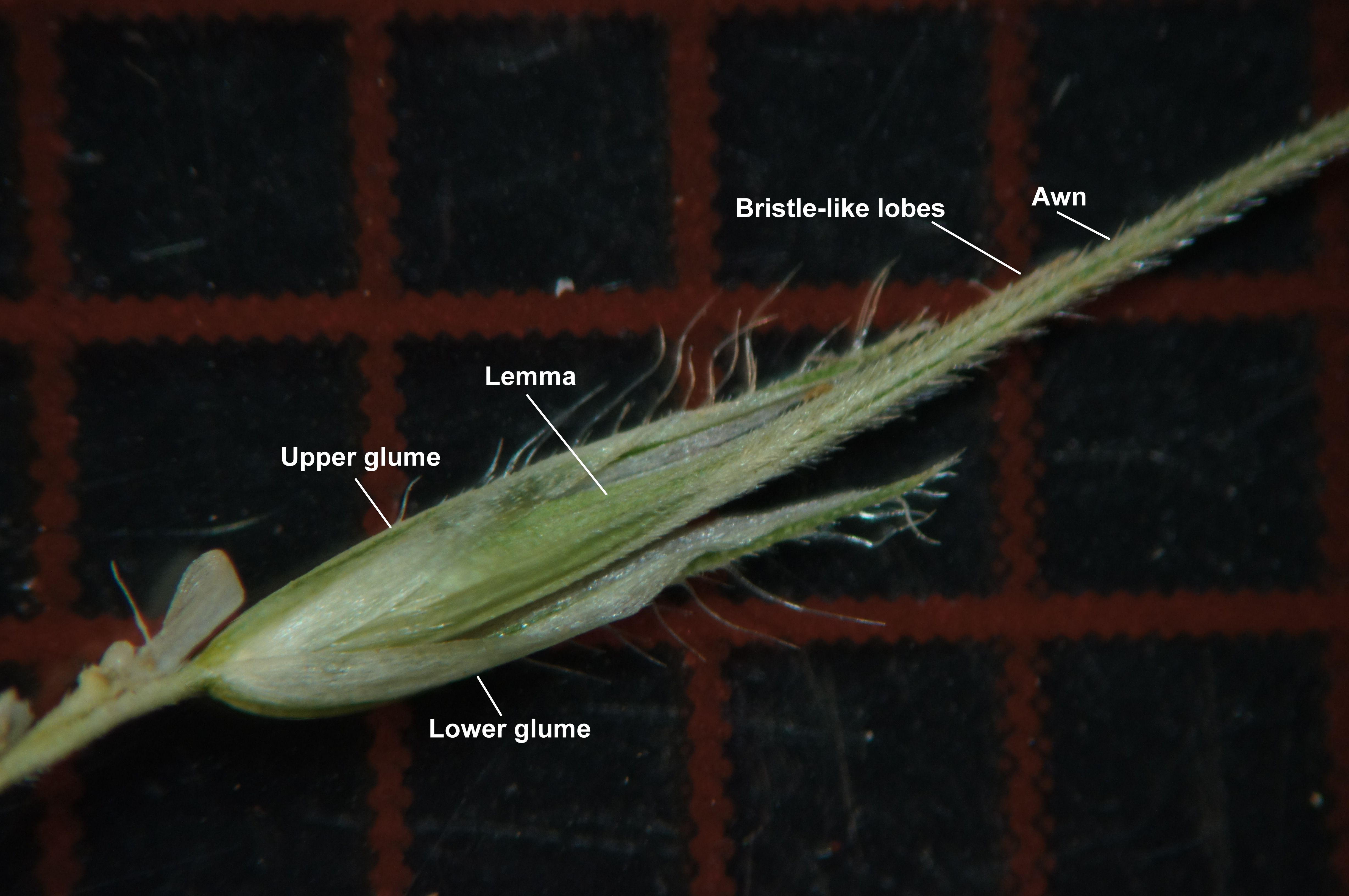
Spighetta
Echinopogon intermedius

- Infiorescenza principale (sinfiorescenza o semplicemente spiga): le infiorescenze, ascellari e terminali, in genere sono ramificate e sono formate da alcune spighette ed hanno la forma di una pannocchia aperta. La fillotassi dell'inflorescenza inizialmente è a due livelli, anche se le successive ramificazioni la fa apparire a spirale.
- Infiorescenza secondaria (o spighetta): le spighette, compresse lateralmente, sottese da due brattee distiche e strettamente sovrapposte chiamate glume (inferiore e superiore), sono formate da uno o due fiori (in Relchela). Possono essere presenti dei fiori sterili; in questo caso sono in posizione distale rispetto a quelli fertili. L'estensione della rachilla è presente (escluso Pentapogon quadrifidus). Alla base di ogni fiore sono presenti due brattee: la palea e il lemma. La disarticolazione avviene con la rottura della rachilla sopra le glume.

- Glume: le glume, con apici ottusi o attenuati o acuti, sono lunghe quanto il fiore o di più (o più corte delle spighette). Le glume possono essere traslucide e hanno una venatura longitudinale.
- Palea: la palea è un profillo con due venature; può essere cigliata.
- Lemma: il lemma a volte è pubescente (i peli possono essere uncinati); gli apici sono interi o bi-dentati (o bi-lobati). In Pentapogon i margini dei lemmi sono convoluti e ricoprono la palea con quattro ariste apicali e una abassiale. In Relchela la consistenza è dura e i margini intrecciandosi ricoprono gran parte della pianta.

### Fiori
I fiori fertili sono attinomorfi formati da 3 verticilli: perianzio ridotto, androceo  e gineceo.
- Formula fiorale:[5]

*, P 2, A (1-)3(-6), G (2–3) supero, cariosside.
- Il perianzio è ridotto e formato da due lodicule, delle squame traslucide, poco visibili (forse relitto di un verticillo di 3 sepali). Le lodicule sono membranose e non vascolarizzate.

- L'androceo è composto da 3 stami ognuno con un breve filamento libero, una antera sagittata e due teche. Le antere sono basifisse con deiscenza laterale. Il polline è monoporato.

- Il gineceo è composto da 3-(2) carpelli connati formanti un ovario supero. L'ovario, pubescente all'apice, ha un solo loculo con un solo ovulo subapicale (o quasi basale). L'ovulo è anfitropo e semianatropo e tenuinucellato o crassinucellato. Lo stilo, breve, è unico con due stigmi papillosi e distinti.

### Frutti
I frutti sono del tipo cariosside, ossia sono dei piccoli chicchi indeiscenti, con forme ovoidali, nei quali il pericarpo è formato da una sottile parete che circonda il singolo seme. In particolare il pericarpo è fuso al seme ed è aderente. L'endocarpo non è indurito e l'ilo è puntiforme. L'embrione è piccolo e provvisto di epiblasto ha un solo cotiledone altamente modificato (scutello senza fessura) in posizione laterale. I margini embrionali della foglia non si sovrappongono.

## Biologia
Come gran parte delle Poaceae, le specie di questo genere si riproducono per impollinazione anemogama; gli stigmi più o meno piumosi sono una caratteristica importante per catturare meglio il polline aereo. 
La dispersione dei semi avviene inizialmente a opera del vento (dispersione anemocora) e una volta giunti a terra grazie all'azione di insetti come le formiche (mirmecoria).

## Distribuzione e habitat
I generi di questa sottotribù sono confinati nell'emisfero meridionale, principalmente in Australasia. Solamente il genere Relchela è endemico del Sud America meridionale.

## Tassonomia
La famiglia delle Poacee comprende circa 800 generi e oltre 9.000 specie. È una delle famiglie più numerose e più importanti del gruppo delle monocotiledoni. La famiglia è suddivisa in 12 sottofamiglie, la sottotribù Echinopogoninae fa parte della sottofamiglia Pooideae, tribù Poeae.

### Generi
La sottotribù comprende 5 generi:
- Ancistragrostis S.T.Blake (1 specie)
- Echinopogon P.Beauv. (7 spp.)
- Greeneochloa P.M.Peterson, Soreng, Romasch. & Barberá (3 spp.)
- Pentapogon R.Br. (24 spp.)
- Relchela Steud. (1 sp.)

Note: i generi di questo gruppo in precedenti ricerche sono descritti all'interno della sottotribù Agrostidinae.

### Filogenesi
La sottotribù Echinopogoninae fa parte della tribù Poeae Dumort., 1824 e quindi della supertribù Poodae L. Liu, 1980. La tribù Poeae (formata da diverse sottotribù suddivise in diverse supersottotribù) è l'ultimo nodo della sottofamiglia Pooideae ad essersi evoluto (gli altri precedenti sono la tribù Brachyelytreae, e le supertribù Nardodae, Melicodae, Stipodae e Triticodae). All'interno della tribù, la sottotribù Echinopogoninae appartiene al gruppo con le sequenze dei plastidi di tipo "Poeae" (definito "Poeae chloroplast groups 1 ") e in particolare alla supersottotribù Agrostidodinae (Soreng, 2017) insieme alle sottotribù Brizinae, Calothecinae e Agrostidinae.
All'interno della supersottotribù le Echinopogoninae occupano una posizione centrale. Come gruppo cladistico è fortemente supportato come monofiletico; mentre il genere Dichelachne risulta parafiletico.
Le seguenti sono sinapomorfie relative a tutta la sottofamiglie (Pooideae):
- la fillotassi dell'inflorescenza inizialmente è a due livelli;
- le spighette sono compresse lateralmente;
- i margini embrionali della foglia non si sovrappongono;
- l'embrione è privo della fessura scutellare.

Le sinapomorfie relative alla tribù sono:
- l'ilo è puntiforme;
- nell'endosperma sono presenti dei lipidi.

Le seguenti sinapomorfie sono invece specifiche per la sottotribù di questa voce:
- Ancistragrostis: i peli dei lemmi sono uncinati.
- Pentapogon: i margini dei lemmi sono convoluti e ricoprono la palea con quattro ariste apicali e una abassiale.
- Relchela: la consistenza dei lemmi è dura; l'ovario all'apice è pubescente.

Il numero cromosomico delle specie di questo gruppo è il seguente (rilevamento fatto solo per le specie di Echinopogon): 2n = 42.